# Guitare en scène
 (février 2024).
Si vous disposez d'ouvrages ou d'articles de référence ou si vous connaissez des sites web de qualité traitant du thème abordé ici, merci de compléter l'article en donnant les références utiles à sa vérifiabilité et en les liant à la section « Notes et références ».
Guitare en Scène est un festival de musique se déroulant chaque année à Saint-Julien-en-Genevois (Haute-Savoie) et consacré surtout à la guitare.

## L'esprit du festival
Il est organisé en 2007 par un groupe d'amis passionnés de musique, et, en particulier, de guitare. 
Il se donne pour vocation de promouvoir cet instrument à travers des groupes de différents styles.
Il propose des musiques allant du rock au blues, du jazz à la country, en passant par le punk, permettant ainsi aux visiteurs de mieux comprendre et appréhender la guitare, la musique, le partage et la différence. 
Il veut proposer une musique de qualité et permettre aux jeunes groupes locaux de rencontrer des professionnels.

## Édition 2018
- Jeudi 19 juillet
  - Scène village: Rosedale
  - Scène Chapiteau: The Dead Daisies
  - Scène Chapiteau: Joe Satriani avec Uli Jon Roth (ex guitariste de Scorpions) en invité surprise
  - Scène village: Miss America

- Vendredi 20 juillet
  - Scène village: Finaliste Tremplins : The Mirrors
  - Scène Chapiteau: The Liminanas
  - Scène Chapiteau: Black Rebel Motorcycle Club
  - Scène village:  Danielle Nicole Band

- Samedi 21 juillet
  - Scène village: Finaliste Tremplins : Holophonics
  - Scène Chapiteau: Thorbjorn Risager & The Black Tornado
  - Scène Chapiteau: Zucchero
  - Scène village: Christophe Godin and Dirty Band Blues avec Uli Jon Roth (ex guitariste de Scorpions) en invité surprise

- Dimanche 22 juillet
  - Scène village: Finaliste Tremplins : 58 Shots
  - Scène village: The Two
  - Scène Chapiteau:  Scott Sharrard
  - Scène Chapiteau: Sting et Shaggy

## Édition 2017
- Mercredi 19 juillet 2017
  - Finaliste tremplin jour 1: Purpulse
  - JAM Masterclass (Christophe Godin, Francky Graziano, Yvan Rougny, Mika TYYSKÄ, Aurélien Ouzoulias)
  - Scorpions
  - Popa Chubby

- Jeudi 20 juillet 2017
  - Finaliste tremplin jour 2 : Alex Cordo
  - Glenn Hughes
  - Manu Lanvin, Devil Blues & Guests (Johnny Gallagher, Aynsley Lister, Laurence Jones) un concert unique, une JAM et un projet 100% GES
- Vendredi 21 juillet 2017
  - Finaliste tremplin jour 3 :  Blanker Republi] (gagnant du tremplin 2017)
  - LEJ
  - Delta Moon
  - Amy Macdonald
  - Mark Harman & Friends (Paul Harman, Ben Cooper, Frank Schut, Duck Holiday, Boz Boorer et Jacques Falda) pour une JAM de folie 100% GES.
- Samedi 22 juillet 2017
  - Gagnant Tremplin 2016 : Steve Amber
  - Earth Wind & Fire Experience feat Al McKay
  - Kenny Wayne Shepherd Band
  - Extreme
  - King King

## Édition 2014
L'édition 2014 rend hommage à Jimi Hendrix.

## Rapprochement avec le festival de Montreux
Guitare en Scène et le Festival de Montreux entament un rapprochement après plusieurs années d'observation.  
En 2009, la Fondation 2 de Montreux a décidé de soutenir Guitare en Scène. 
Ce soutien se traduit par la participation du groupe « The Deans » en ouverture du Montreux Jazz Festival le 4 juillet. Le jeune groupe irlandais enflamme GES et fait forte impression à Montreux. 
Le gagnant du tremplin de Montreux a été accueilli sur la grande scène de GES en ouverture du Festival. 
Jacques FALDA, président de GES était membre du jury à Montreux tandis que Xavier Oberson, président de la Fondation 2 était invité dans le jury de Guitare en Scène. 
C’est un premier pas vers une dynamique commune pour la culture musicale sur le bassin lémanique.

## Édition 2012
Pour cette sixième édition, le parrain était Wayne Kramer.
Cette année, une nouveauté est la mise en place d'une troisième scène très intimiste (800/900 personnes maxi)
dénommée le « Magic Mirror »" ou "« Scène Unplugged ».
- Jeudi 26 juillet :
  - Finale des tremplins GES avec Ass of Spades, La Bestiole et The Defibrillators
  - Christophe Godin (parrain des tremplins 2012) et son groupe Mörglbl
- Vendredi 27 juillet :
  - Scène principale : Beth Hart - Gotthard
  - Scène village : Aydane Street
  - Scène Magic Mirror : Keb Mo - Eric Sardinas & Big Motors
- Samedi 28 juillet :
  - Scène principale : G3 - Steve Morse - Joe Satriani - Steve Vai
  - Scène village : Taro & Jiro - Bernie Marsden
  - Scène Magic Mirror : Keb Mo - Flavia Coelho
- Dimanche 29 juillet :
  - Scène principale : Seasick Steve & John Paul Jones (bassiste de Led Zeppelin - ZZ Top
  - La Monstre JAM avec Bernie Marsden, Wayne Kramer, John Paul Jones,

Robert Gordon & Chris Spedding
- - Scène village : Hot Rod Rhythm Boys & Mark Harman
  - Scène Magic Mirror : Robert Gordon & Chris Spedding

## Édition 2011
Pour cette cinquième édition, le parrain était Bernie Marsden
- Jeudi 28 juillet : Finale des tremplins GES.
- Vendredi 29 juillet :
  - Scène principale : Rambling Wheels - Keziah Jones - Louis Bertignac
  - Scène village : Tobacco Road - Pat McManus - Bernie Marsden
- Samedi 30 juillet :
  - Scène principale : BoXoN - Steve Lukather - Joe Satriani
  - Scène village : Hednoka - The Electric Ducks - The Hyènes
- Dimanche 31 juillet :
  - Scène principale : The BellRays - DKT/MC5 - Iggy and the Stooges
  - Scène village : Wind of Change - Jim Jones Revue

## Édition 2010
L'édition 2010 change de dates et choisit les 30, 30 juillet et 1er août. La parrain de cette quatrième édition était Paul Personne. L'organisation a changé légèrement et comptait trois représentations par soir : une découverte, une première partie et une tête d’affiche.
Programmation :
- Vendredi  30 juillet 2010 :
  - Blues Rock : Johnny Gallagher – Joe Bonamassa – Marcus Miller
- Samedi 31 juillet 2010 :
  - Rock : The Black Box Revelation - Nashville Pussy – Motörhead
- Dimanche 1er août 2010 :
  - Jazz-Bossa : Sylvain Luc  /Philip Catherine – Al Di Meola – Gilberto Gil

## Édition 2009
À partir de cette année, la scène principale sera couverte. La chapiteau peut accueillir environ 5 000 personnes.
L'édition 2009 s'est déroulée les 3, 4, 5 et 6 septembre. Alvin Lee en était le parrain. Des invités de marque sont membres du jury : André Manoukian, Louis Bertignac, Xavier Oberson et Patrick Allenbach.
- Jeudi 3 : Finale du tremplin, SRV TRIO (Tribute Steve Ray Vaughan), Louis Bertignac
- Vendredi 4 : Motherkingdom, DBT, Patrick Rondat, Alvin Lee, J.C.Jess
- Samedi 5 : Crea Paul & Co, Pat McManus, Dr Feelgood, Leningrad Cowboys, G3 Ecperience
- Dimanche 6 : Flor De Luna - (Tribute Santana), Von Zepp - (Tribute Led zeppelin), Electric Ducks - (Tribute AC/DC), Patchwork - (Tribute BEATLES)

## Édition 2008
- Vendredi 5 : Mapod, Mansis, The Deans, Beverley Jo Scott
- Samedi 6 : Ana Popović, Sherman Robertson, Dr Feelgood, Louis Bertignac, Alvin Lee - Journée annulée à cause de la pluie
- Dimanche 7 : Valérie Duchateau, Annabel, Bireli Lagrene, Didier Lockwood avec Martin Taylor, Sylvestre Planchais

## Édition 2007
- Vendredi 7 : Paul Créa, Yannick Robert, Verbeke/Rapin, Jean-Félix Lalanne, Michael Jones avec El Club
- Samedi 8 : Lenox, Ana Popovic, MÖrglbl (Christophe Godin), U.D.O - Gotthard
- Dimanche 9 : K'tan / Jampop, Rod Barthet, Métal Kartoon (Christophe Godin), Kiko Loureiro, Patrick Rondat